# Yakovlev Yak-7

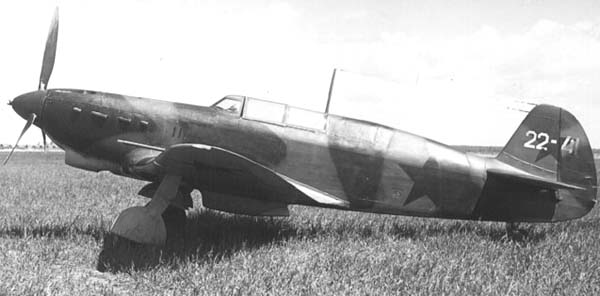
Imagem ilustrativa

O Yakovlev Yak-7 foi um avião de caça desenvolvido na União Soviética. Um dos aviões mais produzidos pelos soviéticos durante a Segunda Guerra Mundial, foi desenvolvido a partir do Yakovlev Yak-1. Estava dotado de um bom motor e um armamento capaz de rivalizar com as aeronaves alemãs, além de ser facilmente manobrável. Muitas unidades foram ainda usadas em missões de apoio aéreo próximo contra as forças do eixo.